# Suda Masaki
Suda Masaki (tiếng Nhật: 菅田 将暉, sinh ngày 21 tháng 2 năm 1993), tên khai sinh là Sugō Taishō, là một nam diễn viên và ca sĩ người Nhật Bản. 
Anh lần đầu xuất hiện trước công chúng với vai diễn Philip trong Kamen Rider W. Sản phẩm đầu tiên với vai trò ca sĩ của Suda là ca khúc "Mita Koto mo Nai Keshiki", một ca khúc cổ vũ Đội tuyển bóng đá Nhật Bản.

## Sự nghiệp

### Diễn xuất
Suda được phát hiện bởi các nhà tìm kiếm tài năng khi anh ấy còn là một học sinh trung học. Năm 2008, anh đã đi đến một số buổi thử giọng, và là người vào chung kết tại cuộc thử giọng kỷ niệm 30 năm của Amuse và Cuộc thi Superboy Junon lần thứ 21. Suda đã ký hợp đồng với công ty quản lý nghệ sĩ Topcoat dưới nghệ danh Suda Masaki. Anh được chọn vào vai Philip trong loạt phim tokusatsu dài tập, Kamen Rider W, và phải chuyển từ Osaka đến Tokyo để thực hiện sáu mùa bộ phim Kamen Rider từ năm 2009 đến 2011. Diễn xuất của Suda đã được đón nhận, anh được chọn tham gia một số phim truyền hình. Vai diễn điện ảnh lớn đầu tiên của anh sau Kamen Rider là Toma Shinogaki trong The Backwater. Suda đóng vai chính trong phiên bản live-action Daily Lives of High School Boys, được phát hành vào tháng 10 năm 2013. Năm sau, anh có một vai phụ trong The Light Shines Only there. Với màn trình diễn này, Suda đã nhận được giải thưởng Nam diễn viên mới xuất sắc nhất từ Diễn đàn điện ảnh Tama. Năm 2014, anh xuất hiện với vai Akuma trong bộ phim truyền hình Shinigami-kun. Năm sau, anh vào vai Karma Akabane trong phiên bản manga hành động trực tiếp thứ hai: Lớp học ám sát, chuyển thể từ sêri manga nổi tiếng Ansatsu Kyoushitsu.
Năm 2016, Suda xuất hiện trong web miniseries Death Note: New Generation và phần tiếp theo của nó cũng như Setoutsumi. Năm tiếp theo, anh đóng vai chính trong Vùng hoang dã, nhận Giải thưởng Phim hàn lâm Nhật Bản cho Diễn xuất xuất sắc của một diễn viên trong vai chính. Suda đã xuất hiện trong phiên bản live-action 2018 của My Little Monster, và lồng tiếng cho Shazam trong phiên bản lồng tiếng Nhật Bản của bộ phim Shazam!.
Suda được biết đến như một trong những diễn viên trẻ tuổi nhất nhận được giải thưởng từ Hội Hàn lâm Điện ảnh Nhật.

### Âm nhạc
Masaki xuất hiện trong một bộ phim tiểu sử của nhóm Greeeen. Anh và các diễn viên đóng vai phần còn lại của nhóm đã phát hành một EP, Green Boys, vào năm 2017. Suda đã phát hành Play, album solo đầu tiên của anh ấy vào tháng 3 năm 2018. Album thứ hai của anh, Love được phát hành vào tháng 7 năm 2019.

## Đời tư
Suda và hai em trai của mình được sinh ra ở Osaka. Khi còn nhỏ, anh chơi bóng đá và học chơi piano và nhảy. Bạn bè của Suda bao gồm Yamazaki Kento, Taiga và Nikaido Fumi. Khi được hỏi liệu anh ta có đang hẹn hò với Nikaido không, anh ta nói rằng họ chỉ là bạn bè và Nikaido giống như một thành viên trong gia đình. Trong ngành công nghiệp âm nhạc, anh thân thiết với Ishizaki Huwie và Aimyon.
Chiều ngày 15 tháng 11 năm 2021, Suda Masaki và nữ diễn viên Komatsu Nana chính thức thông báo qua mạng xã hội và công ty quản lý rằng họ đã kết hôn.

## Danh sách phim đã đóng

### Phim điện ảnh
| Năm  | Tên                                                               | Vai diễn                                           | Notes                                  |
| ---- | ----------------------------------------------------------------- | -------------------------------------------------- | -------------------------------------- |
| 2009 | Kamen Rider Decade: All Riders vs. Dai-Shocker                    | Kamen Rider Double                                 | Cameo, voice role (with Renn Kiriyama) |
| 2009 | Kamen Rider × Kamen Rider W & Decade: Movie War 2010              | Philip/Kamen Rider Double                          | Lead role                              |
| 2010 | Kamen Rider W Forever: A to Z/The Gaia Memories of Fate           | Philip/Kamen Rider Double, Katsumi Daido (boyhood) | Dual lead roles                        |
| 2010 | Kamen Rider × Kamen Rider OOO & W Featuring Skull: Movie War Core | Philip/Kamen Rider Double                          |                                        |
| 2011 | OOO, Den-O, All Riders: Let's Go Kamen Riders                     | Philip/Kamen Rider Double                          | Cameo                                  |
| 2011 | Kamen Rider W Returns                                             | Philip/Kamen Rider Double, Katsumi Daido (boyhood) | Cameo, dual role                       |
| 2011 | High School Debut                                                 | Fumiya Tamura                                      |                                        |
| 2011 | Kamen Rider × Kamen Rider Fourze &amp; OOO: Movie War Mega Max    | Philip/Kamen Rider Double                          | Cameo                                  |
| 2012 | The Wings of the Kirin                                            | Tomoyuki Yoshinaga                                 |                                        |
| 2012 | The Boy Inside                                                    | Morio                                              |                                        |
| 2013 | The Backwater                                                     | Toma Shinogaki                                     | Lead role                              |
| 2013 | Girl in the Sunny Place                                           | Shota Okuda                                        |                                        |
| 2013 | Daily Lives of High School Boys                                   | Tadakuni                                           | Lead role                              |
| 2014 | The Light Shines Only There                                       | Takuji Oshiro                                      |                                        |
| 2014 | Ushijima the Loan Shark Part 2                                    | Masaru Kaga                                        |                                        |
| 2014 | Princess Jellyfish                                                | Kuranosuke Koibuchi                                |                                        |
| 2015 | Assassination Classroom                                           | Karma Akabane                                      |                                        |
| 2015 | Piece of Cake                                                     | Kawatani                                           |                                        |
| 2016 | Destruction Babies                                                | Yuya Kitahara                                      |                                        |
| 2016 | Lost and Found                                                    | Yuya Kiyokawa                                      |                                        |
| 2016 | Pink and Gray                                                     | Daiki Kawata                                       |                                        |
| 2016 | Double Life                                                       | Takuya Suzuki                                      |                                        |
| 2016 | Assassination Classroom: Graduation                               | Karma Akabane                                      |                                        |
| 2016 | Seto &amp; Utsumi                                                 | Seto                                               | Lead role                              |
| 2016 | Death Note: Light Up the New World                                | Yūki Shien                                         | Lead role                              |
| 2016 | Oboreru Knife                                                     | Kōichirō "kō" Hasegawa                             | Lead role                              |
| 2016 | Somebody                                                          | Kōtarō Kamiya                                      | Lead role                              |
| 2017 | Kiseki: Sobito of That Day                                        | Hide                                               | Lead role                              |
| 2017 | Wilderness: Part One                                              | Shinji Sawamura                                    | Lead role                              |
| 2017 | Wilderness: Part Two                                              | Shinji Sawamura                                    | Lead role                              |
| 2017 | Gintama                                                           | Shinpachi Shimura                                  |                                        |
| 2017 | Teiichi: Battle of Supreme High                                   | Teiichi Akaba                                      | Lead role                              |
| 2017 | Fireworks                                                         | Norimichi Shimada (voice)                          | Lead role                              |
| 2017 | Hibana: Spark                                                     | Tokunaga                                           | Lead role                              |
| 2018 | My Little Monster                                                 | Haru Yoshida                                       | Lead role                              |
| 2018 | Love At Least                                                     | Tsunagi                                            |                                        |
| 2018 | Gintama 2                                                         | Shinpachi Shimura                                  |                                        |
| 2019 | The Great War of Archimedes                                       | Maj. Tadashi Kai                                   | Lead role                              |
| 2019 | Taro the Fool                                                     | Eiji                                               |                                        |
| 2020 | Ito                                                               | Ren Takahashi                                      | Lead role                              |
| 2020 | Hanataba mitaina Koi wo shita                                     |                                                    | Lead role                              |
| 2020 | God of Kinema                                                     | Young Gō                                           | Lead role                              |

### Phim truyền hình
| Năm  | Tiêu đề                                                                      | Vai trò                  | Ghi chú            |
| ---- | ---------------------------------------------------------------------------- | ------------------------ | ------------------ |
| 2009 | Kamen Rider W                                                                | Đôi Philip / Kamen Rider | Vai chính          |
| 2010 | Búa phiên!                                                                   | Yêu tinh Sakamoto        |                    |
| 2010 | Bác sĩ thú y Dolittle                                                        | Junpei Domon             |                    |
| 2011 | Bạn đã nói với tôi tất cả những điều quý giá                                 | Naoki Hiraoka            |                    |
| 2011 | Don Quixote                                                                  | Kazuya Akashi            |                    |
| 2011 | Chạy trốn: Aisuru Kimi no Tame ni                                            | Shun Kagami              | Vai chính          |
| 2012 | Đàn ông giàu, đàn bà nghèo                                                   | Takahiro Sakai           |                    |
| 2012 | Cứu hộ mùa hè                                                                | Kino Kentaro             |                    |
| 2012 | Honto ni Atta Cửu Long Hanashi 2012 Aru Natsu no Dekigoto                    |                          |                    |
| 2012 | Thường trú - 5-nin no Kenshūi                                                | Ryimji Hashimoto         |                    |
| 2012 | Akutou                                                                       |                          |                    |
| 2013 | Nakuna, Hara-chan                                                            | Hiroshi                  |                    |
| 2013 | Không bỏ học: Trở lại trường ở tuổi 35                                       | Masamitsu Tsuchiya       |                    |
| 2014 | Gochisousan                                                                  | Taisuke Nishikado        | Asadora            |
| 2014 | Shinigami-kun                                                                | Akuma                    |                    |
| 2015 | Nhà hàng Mondai no Aru                                                       | Daichi Hoshino           |                    |
| 2015 | Kageriyuku Natsu                                                             | Shunji Mutou             |                    |
| 2015 | Chanpon Tabetaka                                                             | Masashi Sano             | Vai chính          |
| 2015 | Tamiou                                                                       | Mutou                    | Vai chính          |
| 2016 | Truyện ngắn Edogawa Ranpo Đặc biệt                                           | Vai chính                |                    |
| 2016 | Tình ca                                                                      | Soraichi Amano           | Getsuku            |
| 2016 | Death Note: Thế hệ mới                                                       | Yūki Shien               | Vai chính          |
| 2016 | Khá hiệu đính                                                                | Yukito Orihara           |                    |
| 2016 | Không có Shigoto                                                             | Mishima                  | Vai chính          |
| 2017 | Siêu nhân công sở                                                            | Xe buýt                  | Cameo (tập 10)     |
| 2017 | Yonimo kimyo na monogatari xuân 2017 - Câu chuyện về một diễn viên Chameleon | Diễn viên Tắc kè hoa     | Vai chính          |
| 2017 | Naotora: Nữ lãnh chúa                                                        | Ii Naomasa               | Kịch Taiga         |
| 2018 | Nụ hôn tử thần                                                               | Kazunori Harumi          | Xuất hiện đặc biệt |
| 2018 | Dele                                                                         | Yūtarō Mashiba           | Vai chính          |
| 2018 | Manpuku                                                                      | Taichi Azuma             | Asadora            |
| 2019 | Ông chủ nhà Hiiragi                                                          | Hiiragi                  | Vai chính          |
| 2019 | Thế giới hoàn hảo                                                            |                          | Cameo              |

## Danh sách đĩa hát
| Tiêu đề | Chi tiết                                                                                            | Xếp hạng cao nhất | Xếp hạng cao nhất | Chứng nhận   |
| Tiêu đề | Chi tiết                                                                                            | Oricon            | Billboard Japan   | Chứng nhận   |
| ------- | --------------------------------------------------------------------------------------------------- | ----------------- | ----------------- | ------------ |
| Play    | - Phát hành: ngày 21 tháng 3 năm 2018 - Nhãn: Epic Japan - Các định dạng: CD, tải xuống kỹ thuật số | 2                 | 3                 |              |
| Love    | - Phát hành: ngày 10 tháng 7 năm 2019 - Hãng: Epic Japan - Các định dạng: CD, tải xuống kỹ thuật số | 3                 | 3                 | - RIAJ: Vàng |

| Bài hát         | Chi tiết                                                                                            | Xếp hạng cao nhất | Xếp hạng cao nhất |
| Bài hát         | Chi tiết                                                                                            | Oricon            | Billboard Japan   |
| --------------- | --------------------------------------------------------------------------------------------------- | ----------------- | ----------------- |
| Chàng trai xanh | - Phát hành: ngày 24 tháng 1 năm 2017 - Hãng: Epic Japan - Các định dạng: CD, tải xuống kỹ thuật số | 4                 | -                 |

### Đĩa đơn
| Bài hát                    | Năm  | Xếp hạng cao nhất | Xếp hạng cao nhất          | Giấy chứng nhận                | Album           |
| Bài hát                    | Năm  | Oricon            | Billboard Nhật Bản Hot 100 | Giấy chứng nhận                | Album           |
| -------------------------- | ---- | ----------------- | -------------------------- | ------------------------------ | --------------- |
| "Kiseki" (với Green Boys)  | 2016 | -                 | 7                          |                                | Green Boys (EP) |
| "Mita Koto mo Nai Keshiki" | 2017 | 5                 | 3                          | - RIAJ (kỹ thuật số): Vàng     | Play            |
| "Kokyu"                    | 2017 | 10                | 13                         |                                | Play            |
| "Sayonara Elegy"           | 2018 | 12                | 3                          | - RIAJ (kỹ thuật số): Bạch kim | Play            |
| "Hope Phillia"             | 2018 | 12                | 11                         |                                |                 |

| Ngày phát hành           | Tiêu đề            | Xếp hạng cao nhất | Album |
| ------------------------ | ------------------ | ----------------- | ----- |
| Ngày 14 tháng 5 năm 2019 | "Machigai Sagashi" | 1                 | Love  |

| Bài hát                            | Năm  | Xếp hạng cao nhất | Chứng nhận                     | Album        |
| ---------------------------------- | ---- | ----------------- | ------------------------------ | ------------ |
| "Haiiro to Ao" (với Kenshi Yonezu) | 2017 | 3                 | - RIAJ (kỹ thuật số): Bạch kim | Bootleg      |
| "Utakata-Uta" (với RADWIMPS)       | 2021 |                   |                                | FOREVER DAZE |

| Tiêu đề                            | Năm  | Xếp hạng cao nhất | Album           |
| ---------------------------------- | ---- | ----------------- | --------------- |
| "Koe" (với Green Boys)             | 2017 | 4                 | Green Boys (EP) |
| "Michi" (với Green Boys)           | 2017 | 34                | Green Boys (EP) |
| "Asakusa Kid" (với Kenta Kiritani) | 2017 | 94                | Play            |

## Giải thưởng
| Năm  | Giải                                            | Hạng mục                                | Work                                                                                           | Kết quả   |
| ---- | ----------------------------------------------- | --------------------------------------- | ---------------------------------------------------------------------------------------------- | --------- |
| 2014 | 37th Japan Academy Prize                        | Newcomer of the Year                    | The Backwater                                                                                  | Đoạt giải |
| 2014 | 6th TAMA Film Awards                            | Best New Actor Award                    | The Light Shines Only There, Ushijima the Loan Shark Part 2                                    | Đoạt giải |
| 2014 | 29th Takasaki Film Festival                     | Best Supporting Actor                   | The Light Shines Only There                                                                    | Đoạt giải |
| 2014 | 10th Osaka Cinema Festival                      | Best Supporting Actor                   | The Light Shines Only There, Ushijima the Loan Shark Part 2, Princess Jellyfish                | Đoạt giải |
| 2014 | 19th Japan Internet Movie Grand Prix            | Best Supporting Actor                   | The Light Shines Only There, Ushijima the Loan Shark Part 2, The Backwater, Princess Jellyfish | Đoạt giải |
| 2014 | National Cinema Award 2014                      | Actor                                   | The Light Shines Only There                                                                    | Đoạt giải |
| 2014 | 18th Nikkan Sports Drama Grand Prix             | Best Supporting Actor                   | Shinigami-kun                                                                                  | Đề cử     |
| 2014 | 81st Television Drama Academy Awards            | Best Supporting Actor                   | Shinigami-kun                                                                                  | Đoạt giải |
| 2014 | 24th Japanese Movie Critics Awards              | Best Supporting Actor                   | The Light Shines Only There, Princess Jellyfish                                                | Đoạt giải |
| 2015 | 1st Confidence Award Drama Prize                | Best Actor                              | Tamiō                                                                                          | Đoạt giải |
| 2016 | 40th Elan d'or Award                            | Newcomer of the Year                    | —                                                                                              | Đoạt giải |
| 2016 | Oricon Style                                    | Next Break Actor 2016                   | —                                                                                              | Đoạt giải |
| 2016 | GQ Men of the Year                              | —                                       | —                                                                                              | Đoạt giải |
| 2016 | 41st Hochi Film Award                           | Best Supporting Actor                   | Pink and Gray                                                                                  | Đề cử     |
| 2016 | 29th Nikkan Sports Film Award                   | Best Supporting Actor                   | Assassination Classroom                                                                        | Đề cử     |
| 2016 | 26th Japan Film Professional Award              | Best Leading Actor Award                | Oboreru Knife, Setoutsumi                                                                      | Đoạt giải |
| 2017 | 38th Yokohama Film Festival                     | Best Supporting Actor                   | Destruction Babies                                                                             | Đoạt giải |
| 2017 | 59th Blue Ribbon Awards                         | Best Supporting Actor                   | Pink and Gray, Oboreru Knife, Assassination Classroom, Lost and Found                          | Đề cử     |
| 2017 | 26th Tokyo Sports Film Award                    | Best Supporting Actor                   | Destruction Babies                                                                             | Đoạt giải |
| 2017 | 42nd Hochi Film Award                           | Best Actor                              | Wilderness, Kiseki: Sobito of That Day, Teiichi: Battle of Supreme High, Hibana: Spark         | Đoạt giải |
| 2017 | 30th Nikkan Sports Film Award                   | Best Actor                              | Wilderness, Kiseki: Sobito of That Day, Teiichi: Battle of Supreme High, Hibana: Spark         | Đoạt giải |
| 2018 | 91st Kinema Junpo Award                         | Best Actor                              | Wilderness, Kiseki: Sobito of That Day, Teiichi: Battle of Supreme High, Hibana: Spark         | Đoạt giải |
| 2018 | 72nd Mainichi Film Awards                       | Best Actor                              | Wilderness                                                                                     | Đoạt giải |
| 2018 | 60th Blue Ribbon Awards                         | Best Actor                              | Wilderness                                                                                     | Đề cử     |
| 2018 | 27th Tokyo Sports Film Award                    | Best Actor                              | Wilderness                                                                                     | Đề cử     |
| 2018 | 13th Osaka Cinema Festival                      | Best Actor                              | Wilderness                                                                                     | Đoạt giải |
| 2018 | 41st Japan Academy Prize                        | Best Actor                              | Wilderness                                                                                     | Đoạt giải |
| 2018 | 41st Japan Academy Prize                        | Most Popular Actor                      | Teiichi: Battle of Supreme High                                                                | Đoạt giải |
| 2018 | Space Shower Music Awards 2018                  | Best Collaboration (with Kenshi Yonezu) | Haiiro to Ao                                                                                   | Đoạt giải |
| 2018 | 13th Confidence Award Drama Prize (Summer 2018) | Best Actor (with Takayuki Yamada)       | Dele                                                                                           | Đoạt giải |
| 2019 | Annual Confidence Award Drama Prize 2018        | Best Actor (with Takayuki Yamada)       | Dele                                                                                           | Đoạt giải |
| 2019 | 22nd Nikkan Sports Drama Grand Prix Winter 2019 | Best Actor                              | 3 Nen A Gumi (Mr. Hiiragi's Homeroom)                                                          | Đoạt giải |
| 2019 | 27th Hashida Prize                              | Actor                                   | Todome no Kiss, Dele                                                                           | Đoạt giải |
| 2019 | 56th Galaxy Award                               | Television Personality                  | Dele, Suda Masaki TV (菅田将暉TV), 3 Nen A Gumi                                                | Đoạt giải |
| 2019 | 100th Television Drama Academy Awards           | Best Actor                              | 3 Nen A Gumi                                                                                   | Đoạt giải |
| 2019 | 12th Tokyo Drama Award                          | Best Actor                              | 3 Nen A Gumi                                                                                   | Đoạt giải |
| 2019 | 61st Japan Record Awards                        | Special Award                           | —                                                                                              | Đoạt giải |
| 2019 | 44th Hochi Film Award                           | Best Actor                              | The Great War of Archimedes                                                                    | Đề cử     |
| 2020 | 62nd Blue Ribbon Awards                         | Best Actor                              | The Great War of Archimedes                                                                    | Đề cử     |
| 2020 | 43rd Japan Academy Film Prize                   | Best Actor                              | The Great War of Archimedes                                                                    | Đề cử     |
| 2021 | 44rd Japan Academy Film Prize                   | Best Actor                              | Ito                                                                                            | Đề cử     |